# شهر بهشت
«شهر بهشت» (به انگلیسی: Paradise City) نام یکی از ترانههای گانز ان روزز است. این ترانه یکی از قطعه‌های آلبوم اشتیاق برای نابودی (۱۹۸۸) است و در قالب یکی از تک‌آهنگهای آن آلبوم هم منتشر شده‌است. «شهر بهشت» تنها ترانهٔ اشتیاق برای نابودی است که در تنظیم آن از سینث‌سایزر استفاده شده‌است.
این اثر در زمان انتشارش در آمریکا (۱۹۸۹) تا رتبهٔ ۵اُم جدول پُرفروش‌ترین ترانه‌های روز صعود کرد و سومین تک‌آهنگ گانز شد که در جدول ۱۰ ترانهٔ پُرفروش ایالات متحده جای گرفتند.
اسلَش در مصاحبه‌ای در سال ۲۰۰۸ از «شهر بهشت» به‌عنوان مشکل‌ترین قطعهٔ گانز ان روزز برای نواختن یاد کرده‌است. او دشواری این قطعه را فقط در ضرباهنگ بالای آن ندانسته و گفته است: «زمانی که ما بعد از ۲ ساعت کار طاقت‌فرسا موفق شدیم ضبط ترانه را به پایان برسانیم، سرتاپا غرق عرق، کاملاً مَست و نزدیک به مرگ بودیم».
مجلهٔ رولینگ استون در لیستی که تحت عنوان «۵۰۰ ترانهٔ برتر همهٔ دوران» در سال ۲۰۰۴ منتشر کرده‌است جایگاه ۴۵۳ را به «شهر بهشت» اختصاص داده است. مجلهٔ توتال گیتار نیز در رده‌بندی «۱۰۰ تک‌نوازی گیتار برتر تمام تاریخ» رتبهٔ سوم را به این ترانه اختصاص داده است و وی‌اِچ‌وان در انتخاب «۴۰ ترانهٔ متال برتر همهٔ دوران» «شهر بهشت» را در جایگاه ۲۱اُم قرار داده است.